# National Intelligence University
Das National Intelligence University (NIU) ist eine Hochschule und Militärakademie in Brookmont (Maryland). Die Hochschule wurde 1962 als National Defense Intelligence College und Joint Military Intelligence College gegründet.
Zum Studium zugelassen werden nur Staatsangehörige der USA, die als Angehörige der Streitkräfte oder Bundesangestellte eine Freigabe für Geheiminformationen haben.